# Carl Rudolf Bertsch
Carl Rudolf Bertsch (* 23. Februar 1900 in Stuttgart; † 5. September 1967 in Tübingen; auch Carlo Bertsch) war ein deutscher Schriftsteller und Maler.

## Leben
Von 1915 bis 1919 besuchte er das Lehrerseminar in Künzelsau, anschließend war er für kurze Zeit im Schuldienst, bevor er von 1923 bis 1928 an der Kunstakademie Stuttgart studierte. Von 1928 bis 1933 war er Kunsterzieher in Calw, wurde jedoch 1933 nach Heilbronn strafversetzt, wo er zunächst Kunsterzieher an der Dammrealschule, später am Karlsgymnasium war. 1948 zog er nach Stuttgart, 1954 nach Tübingen.

## Künstlerisches Schaffen
Neben seiner Arbeit als Schriftsteller hat Bertsch Aquarelle und Ölbilder gemalt. Er war Mitglied im Künstlerbund Heilbronn. Seine Motive umfassen Aquarelle der zerstörten Stadt Heilbronn, südländische Stadtbilder und Landschaftsbilder.

## Literarische Werke
- Das Gerücht, Suhrkamp-Verlag, 1943
- Columbiade, 1958
- Das Scheidungsfest, Buske-Verlag, 1962